# Rue Darmesteter
La rue Darmesteter est une voie du 13e arrondissement de Paris, en France.

## Situation et accès
La rue Darmesteter est une voie publique située dans le 13e arrondissement de Paris. Elle débute au 10, avenue Boutroux et se termine au 29, boulevard Masséna.
La caserne Masséna s'y trouve.

## Origine du nom

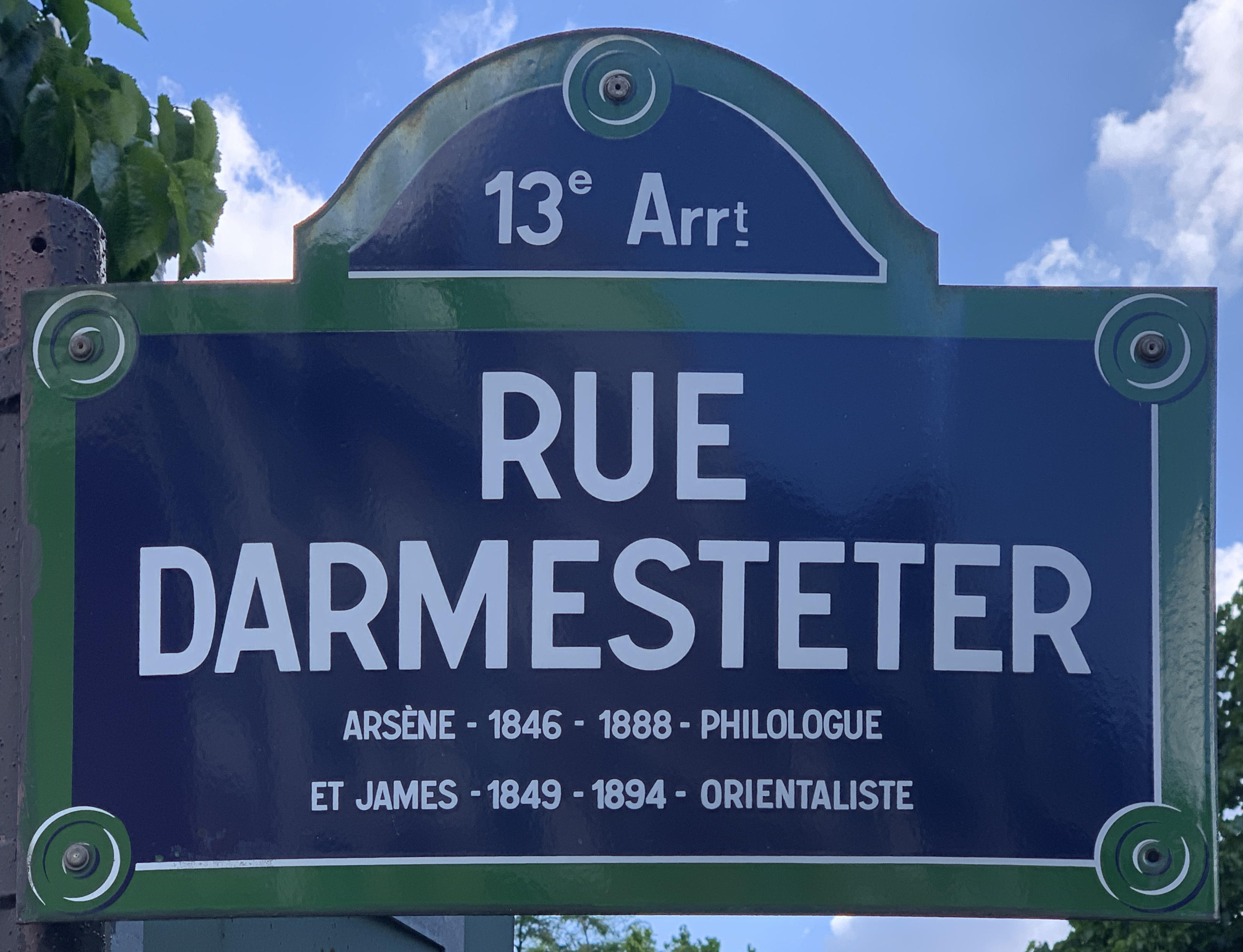
Plaque de la rue.

Elle porte le nom d'Arsène Darmesteter (1846-1888), philologue, et de son frère James Darmesteter (1849-1894), orientaliste français.

## Historique
Cette rue est ouverte et prend sa dénomination actuelle en 1932 sur l'emplacement du bastion no 91 de l'enceinte de Thiers.